# Древани

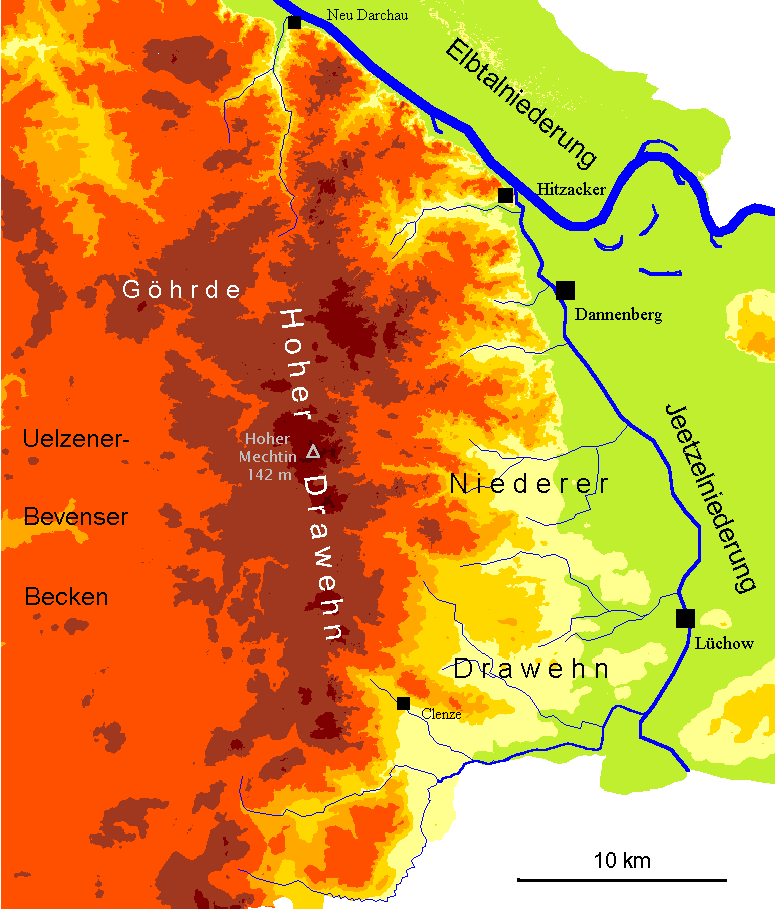
Дравен - Вендланд

Древани (пол. Drzewianie; нім. Dräwehn) — одне з найзахідніших слов'янських племен (назва походить від слова древо (дерево) або "древні"). Займали території на західному березі нижньої течії Лаби. Входили до Ободрицького союзу, потім з IX століття були під сакським гнітом. До половини XVIII століття говорили древанською мовою (складалась з великої кількості різних говорів). Зазвичай землі древан звуть Вендландом (нім. Wendland,wendy,veneti) — на південний схід від Гамбурга. Головне місто племені древан був Люхов.

## Історія древан
Предки древан оселилися між Лабою і містом Люнебург десь у VII столітті н.e.. Це був район із лісостеповою рослинністю, бідними ґрунтами, частково заболочених. Древани ніколи не становили етнічної єдиної спільноти, жили впереміш з саксами. Наступні 1000 років про них було мало що відомо. Причиною тому є їхня ізоляція: були вони селянами, що ледве могли себе утримувати з малопродуктивного сільського господарства і скотарства. Займалися льонарством, бортництвом, тощо. З огляду на їхні статки можна сказати, що культура їхня була "скромною", вдовольняючись лише усними переказами та переспівами. Жили окремими громадами, спілкувались між собою зрідка (про це свідчить велика кількість діалектів). Після того як були розбиті саксами в 811 році, їх почали онімеччувати. Проте цей процес протікав досить в'яло з огляду на убогість населення  Тому їм довше ніж решті підкорених слов'ян вдалось зберегти свою самобутність (слов'яни із сусіднього Мекленбургу асимілювались вже наприкінці XVI століття). Древани в XVII столітті стали найзахіднішим анклавом слов'янського світу. Німці називали землі древан Вендланд («землі ведів», чи слов'ян) чи Древен (Dräwehn) (від німецької вимови назви племені).

## Друге відкриття древан
В 18 сторіччі почались перші дебати з приводу культури і мови древан. Першим, хто почав говорити про слов'янську мову Венланду, був філософ Ґотфрід Вільгельм Лейбніц. Потім дебати вели здебільшого місцеві пастори-євангелісти, які зробили перші фонетичні записи діалектів.
В кінці XVII століття видано перший словник діалекту із округу Данненберг (автор не відомий, мабуть якийсь із тих же пасторів). В 1750 р. Йоган Фрідріх Феффінґер створив німецько-древанський словник. В тому ж році пастор із міста Вустров Крістофер Хеннінг (1649-1719 рр.) створив ще кращий словник «лат. Vocabularium Venedicum» (на базі інформації наданої землеробом Йоганном Єнішґе із села Кленов (Johann Jenieschge, Klenow).
В 1809 р. місцевий лікар Йоган Хайнріх Юглер (1758-1812 рр.) видав Загальний люнебурзько-вендський словник (нім. Vollständiges Lüneburgisch-Wendisches Wörterbuch).
Автором найобширнішої публікації про древан був Йоганн Парум Шульце (1677-1740 рр.), древанський землероб із села Зютен (нім. Süthen) (округ Люхов), який в 1730 р. написав німецькою мовою хроніку: Die Wendländische Bauernchronik des Johann Parum Schultze und ein Kleines Wendisches Lexicon, яка крім словника мала ще й німецько-древанський розмовник. Хроніку він створив на основі родинних оповідок. Його сім'я носила прізвище Нібур, Йоганн Парум мав приставку Шульце (Schultze - солтис) успадковану від свого батька). Книжка описує останню епоху в історії древан від часів тридцятирічної війни, коли в околицях Люхова по-древанськи говорили всі. У 1640 р. в селах серед древанської молоді існував ще звичай співати різдвяних щедрівок, яка за пісню древанською мовою отримувала яйця і ковбасу. Цей та інші звичаї місцева німецька влада сприймала як дикість. Недоброзичливо ставилися й прості німці до своїх сусідів-древан.

## Кінець етнічної осібності древан
Германізація в XVIII столітті зробила великий крок вперед. Шульце зауважив, що коли він і ще три особи із села помруть, то ніхто більше не знатиме, як по-древанськи буде собака. З цього можна зробити висновок, що в 1730 році по-древанськи говорили люди середнього і старшого віку. Інші джерела свідчать про те, що молодь ставилась зневажливо до тих, хто говорив древанською. В 1751 році невідомий спостерігач повідомляв, що про "вендів" місцеве населення говорить зневажливо і зверхньо, а також запевняли, що вони як і їх мова вже всі вимерли.
Зникнення древанської мови було очевидним з огляду на ізоляцію в німецькому суспільстві, відсутності загальної літературної мови (через велику різницю в діалектах), дуже низького статусу мови і пангерманської політики місцевої влади.
Остання жінка, що говорила по-древанськи померла в 1756 році. Деякі слова чи вислови зрідка ще вживались в XIX столітті.
До сьогодні в місцевих північнонімецьких діалектах проглядаються запозичення із древанської: змішування родів, не правильне вживання слів haben/sein в складних часах, запозичення слів і вживання родового займенника при іменникові. 
В селах залишились типово древанські форми споруд і жител, наприклад церква знаходиться за межами центрального майдану (давнього вічевого місця) тощо. Проте ці всі ознаки зараз зустріти все важче і важче.

## Польсько-лужицькі суперечки про древан
Перші відомості про древан з'явились у Польщі в 1899 році в матеріалі Альфонса Парчевського, який опираючись на статистичні відомості Прусії опублікував статтю на цю тему в часописі "Вісла". Звістка, що серед німців ще можуть бути осередки давніх полабських слов'ян викликала шалений резонанс серед польських славістів. Стаття Парчевського зацікавила Президіум Краківської Академії до тої міри, що вона доручила розібратись у цій справі одному із своїх членів - Арноштеві Муці. 
Влітку 1901 року лужицький дебатор з подачі поляків провів досить гучні дебати про нижнє Полаб'я в Люнебурзькій, Данненберзькій, Уельценській та Альтмаркській округах. Остаточно заявив, що: "Мова люнебурзьких слов'ян цілом зникла близько 1750 року, хоча і зараз проживає там окрема група, що зберігає традиції і побут давніх слов'ян". Такий висновок він задокументував в формі реляції, яку видали друком в Кракові. 

## Порівняння з іншими слов'янськими мовами
| Українська | Древанська  | Чеська | Верхньолужицька | Нижньолужицька | Польська | Словацька |
| ---------- | ----------- | ------ | --------------- | -------------- | -------- | --------- |
| гора       | djöre       | hora   | hora            | góra           | góra     | hora      |
| пити       | pait        | pít    | pić             | piś            | pić      | píť       |
| город      | gord        | hrad   | hród            | grod           | gród     | hrad      |
| душа       | dause/daise | duše   | duša            | duša           | dusza    | duša      |
| брат       | brot        | bratr  | bratr           | bratš          | brat     | brat      |
| вікно      | váknü       | okno   | wokno           | wokno          | okno     | okno      |
| міст       | möst        | most   | móst            | móst           | most     | most      |
| день       | dan         | den    | dźeń            | źeń            | dzień    | deň       |
| кінь       | tjün        | kůň    | kóń             | kóń            | koń      | kôň       |
| довгий     | dáudjí      | dlouhý | dołhi           | długi          | długi    | dlhý      |
| птах       | patinac     | pták   | ptačk           | ptašk          | ptak     | vták      |
| німець     | (nemac)     | Němec  | Němc            | Nimc           | Niemiec  | Nemec     |
| солома     | slama       | sláma  | słoma           | słoma          | słoma    | slama     |
| ріка       | reka        | řeka   | rěka            | rěka           | rzeka    | reka      |
| пиво       | paiví       | pivo   | piwo            | piwo           | piwo     | pivo      |

## Зразки мови
Пісня Пташине весілля:
(Записано за допомогою німецької абетки)
Kâtü mes Ninka boit?
Ťelka mes Ninka boit.
Ťelka rici
Wâpak kâ naimo kâ dwemo:
Joz jis wilťe grüzna Zena;
Nemüg ninka boit
Joz nemüg ninka boit.
значення
Хто буде молодою?
Галка буде молодою.
Галка каже до всіх:
Я дуже негарна пані;
не можу бути молодою
я не можу бути молодою.
Kâtü mes Zątik boit?
Strezik mes Zątik boit.
Strezik rici
Wâpak kâ naimo kâ dwemo:
Joz jis wilťe mole ťarl;
Nemüg Zątik boit
Joz nemüg Zątik boit.
значить
Хто буде молодим?
Стриж буде молодим.
Стриж каже до всіх:
Дуже маленький я;
не можу бути молодим
я не можу бути молодим.
Kâtü mes traibnik boit?
Worno mes traibnik boit.
Worno rici
Wâpak kâ naimo kâ dwemo:
joz jis wilťe corne ťarl;
nemüg traibnik boit
joz nemüg traibnik boit.
знач.
Хто буде дружбою?
Ворон буде дружбою.
Ворон каже до всіх:
Я ж дуже чорний;
не можу бути дружбою
я не можу бути дружбою.
Kâtü mes ťauchor boit?
Wauzka mes ťauchor boit.
Wauzka rici
Wapak ka naimo ka dwemo:
joz jis wilťe glupcit ťarl;
nemüg ťauchor boit
joz nemüg ťauchor boit.
знач.
Хто буде кучером?
Вовк буде кучером.
Вовк каже до всіх:
Я дуже підступний;
не можу бути кучером
я не можу бути кучером.
Kâtü mes senkir boit?
Zojąc mes senkir boit.
Zojąc rici
Wapak ka naimo ka dwemo:
joz jis wilťe drale ťarl;
nemüg senkir boit
joz nemüg senkir boit.
знач.
Хто буде підчашим?
Заєць буде підчашим.
Заєць каже до всіх:
Я дуже швидкий;
не можу бути підчашим
я не можу бути підчашим.
Kâtü mes spelmann boit?
Büťan mes spelmann boit.
Büťan rici
Wapak ka naimo ka dwemo:
joz jis wilťe dauďe rât;
nemüg spelman boit
joz nemüg spelman boit.
знач.
Хто буде музикантом?
Боцюн (лелека) буде музикантом.
Боцюн каже до всіх:
В мене дуже довгий дзьоб;
не можу бути музикантом
я не можу бути музикантом.
Kâtü mes taisko boit?
Laiska mes taisko boit.
Laiska rici
Wapak ka naimo ka dwemo:
Rüzplâstaite müją pauzą;
Będe wosa taisko
Będ wosa taisko.
знач.
Хто буде столом?
Ліс буде столом.
Ліс каже до всіх:
Всідайтесь на мені;
Буду вашим столом
Буду вашим столом.
«Отче наш» (Aita nos) - 
Aita nos, tâ toi jis wâ nebesai, sjętü wordoj tüji jaimą;
tüji rik komaj; tüja wüľa mo są ťüńot kok wâ nebesai tok no zemi; nosę wisedanesnę sťaibę doj nam dâns; a wütâdoj nam nose greche,
kok moi wütâdojeme nosim gresnarem; ni bringoj nos wâ warsükongę;
toi losoj nos wüt wisokag chaudag. Pritü tüje ją tü ťenądztwü un müc un câst, warchni Büzac, nekąda in nekędisa. Amen.